# Aristodemo Santamaria
Aristodemo Emilio Santamaria (9. únor 1892, Janov Italské království – 10. prosinec 1974, Janov Itálie) byl italský fotbalový útočník.
Fotbalovou kariéru začal v roce 1908 v klubu SG Andrea Doria. V roce 1913 odešel do Janova, kde slavil tři tituly v lize (1914/15, 1922/23, 1923/24). Jeden titul (1923/24) vyhrál s klubem Novese, kde hrál dvě sezony. V roce 1926 ukončil kariéru.
Za reprezentaci odehrál 11 utkání. Byl na OH 1920.

## Hráčské úspěchy

### Klubové
- 4× vítěz italské ligy (1914/15, 1921/22, 1922/23, 1923/24)

### Reprezentační
- 1x na OH (1920)